# Gueutteville-les-Grès
Gueutteville-les-Grès ist eine französische Gemeinde mit 364 Einwohnern (Stand: 1. Januar 2022) im Département Seine-Maritime in der Region Normandie. Sie gehört zum Arrondissement Dieppe, zum Kanton Saint-Valery-en-Caux und ist Teil des Kommunalverbands Côte d’Albâtre.

## Geographie
Gueutteville-les-Grès ist ein Bauerndorf im Naturraum Pays de Caux. Es liegt 31 Kilometer südwestlich von Dieppe.

### Nachbargemeinden
|             | Manneville-ès-Plains          | Veules-les-Roses Blosville |
| Cailleville | Kompass                       | Blosville Angiens          |
| Pleine-Sève | Pleine-Sève Le Mesnil-Durdent | Angiens                    |

## Toponymie
Der Ort wurde 1035 als Guttavilla erwähnt. Der Zusatz Grès bezieht sich auf den Abbau von Sandstein per Steinbruch in der Gegend, die Ergänzung ist seit 1282 bekannt und zeigt einen damaligen industriellen Abbau an.

## Geschichte
Eine Urkunde von 1035 erwähnt, dass die mächtige Familie von Estouteville zu diesem Zeitpunkt das Land von Gueurteville besaß. Das Register der Vogteien der Vogtei Caux von 1503 berichtet von mehreren Lehen in der Pfarrei Gueuteville.
Zwei Brüder (Cartenet) gründeten 1829 eine Glockengießerei, die bis zum Ende des 19. Jahrhunderts tätig war. Ein Großteil von Glocken in Seine-Maritime kam aus dieser kleinen Gießerei.
Bis zum Ende des 19. Jahrhunderts lebte Gueutteville in erster Linie von traditioneller Landwirtschaft, Zucht und Weberei und den Abbau von Sandstein.

### Bevölkerungsentwicklung
Die Bevölkerungsanzahl ist durch Volkszählungen seit 1793 bekannt. Die Einwohnerzahlen bis 2005 werden auf der Website der École des Hautes Études en Sciences Sociales veröffentlicht.
| Jahr | Bevölkerungsanzahl |
| ---- | ------------------ |
| 1962 | 346                |
| 1968 | 319                |
| 1975 | 288                |
| 1982 | 300                |
| 1990 | 332                |
| 1999 | 302                |
| 2006 | 347                |
| 2015 | 377                |

## Sehenswürdigkeiten
Die Kirche Saint-Samson stammt aus dem 13. Jahrhundert.